# François Parisien
François Parisien (ur. 27 kwietnia 1982 w Repentigny) – kanadyjski kolarz szosowy, zawodnik profesjonalnej grupy Argos-Shimano.

## Najważniejsze osiągnięcia
- 2005
  -  1. miejsce w mistrzostwach Kanady (start wspólny)
- 2009
  - 2. miejsce w Vuelta a Cuba
    - 1. miejsce na 7a etapie
- 2010
  - 1. miejsce na 2. etapie Vuelta Mexico Telmex
  - 6. miejsce w Tour de Beauce
- 2012
  - 1. miejsce w Tour of Elk Grove
  - 4. miejsce w Tre Valli Varesine
  - 10. miejsce w Grand Prix Cycliste de Québec
- 2013
  - 1. miejsce na 5. etapie Volta a Catalunya